# Cappella della Madonna della Rosa (Scandicci)
La cappella della Madonna della Rosa è situata nel comune di Scandicci.
La cappella, un tempo collegata con un percorso alla Villa dell'Arrigo, si cela nella vegetazione del vicino bosco.
L'edificio presenta una univoca veste barocca, con tipiche decorazioni in stucco bianco e ampia volta a botte. Nonostante le aperture murate, è stata più volte visitata dai vandali e denuncia una situazione di grave abbandono.